# ヘラクレスの冒険
『ヘラクレスの冒険』（ヘラクレスのぼうけん、原題：The Labours of Hercules、アメリカ版原題；The Labors of Hercules）は、1947年にイギリスの小説家アガサ・クリスティが発表した推理小説の短編集である。「ことの起こり」のほか、全12の短編が収録され、すべてに探偵エルキュール・ポアロが登場する「ポアロ・シリーズ」の作品のひとつである。なお、献辞は著作権エージェントとして著者の会計、税務および出版契約等を担当し、40年以上親しい交流があったエドモンド・コークに捧げられている。
本作品は、ポアロのファーストネーム“Hercules”がギリシア神話の英雄ヘラクレスに由来することにちなみ、神話上の12の功績をモチーフとした物語で構成されている。初訳は『ヘルクレスの冒険』（訳者：妹尾アキ夫、ハヤカワ・ポケット・ミステリ228）である。

## 収録作品
ことの起こり - Foreword
序章。引退を考えていたポアロの下に友人のバートン博士が訪れる。彼はポアロの性格上、引退は無理だと言う。それに対してポアロはヘラクレスの難行に自身を例え、最後に12の事件を解いて引退することを決める。
ネメアのライオン - The Nemean Lion（1939年）
ポアロに妻のペキニーズ犬を捜して欲しいという手紙が届く。いつもなら断るポアロだったが、何故か気になり依頼人に会うことにする。
レルネーのヒドラ - The Learnean Hydra（1939年）
妻を亡くした医師に対するいわれなき中傷を断つべく、ポアロは噂の出所と事件の真相を探る。
アルカディアの鹿 - The Arcadian Deer（1940年）
ポアロは立ち往生した雪の宿屋で出会った青年から一目惚れした女性を捜して欲しいと依頼を受ける。ポアロはわずかな手掛かりを元にヨーロッパ中を巡る。
エルマントスのイノシシ - The Erymanthian Boar（1940年）
ポアロはスイス山中のホテルへと向かうケーブルカーの中で、強引に車掌から手紙を渡される。それは旧友からで、ある悪党の逮捕に協力して欲しいという。ホテルに着くとケーブルカーは大岩で破損し、孤立したホテルの中で、ポアロは泊り客に手紙の悪党がいることを悟る。
アウゲイアス王の大牛舎 - The Augean Stables（1940年）
国民のシンボル的存在であった前首相は、実は悪辣な人物であった。しかし、ある雑誌にその事実を嗅ぎ付けられ、娘婿にあたる現首相はポアロに解決を依頼する。
ステュムパロスの鳥 - The Stymphalean Birds（1939年）
休暇先で次官のハロルドはしっかり者の中年女性と酒癖の悪い夫から逃げてきたという彼女の娘・エルジーと出会う。やがてエルジーの夫が現れて妻を連れ戻そうとし、彼女は抵抗の末、夫を撲殺してしまう。現場に居合わせたハロルドは彼女ために殺人のもみ消しをはかる。
クレタ島の雄牛 - The Cretan Bull（1939年）
依頼人の女性によれば、恋人が自分自身を狂人であると思い込み婚約を破棄したと言う。相談を受けたポアロは恋人の家を訪れる。
ディオメーデスの馬 - The Horses of Diomedes（1940年）
電話により呼び出されたポアロは麻薬騒ぎの後始末を頼まれる。ポアロはコカインの出所を探るため、3人の娘に会う。
ヒッポリュテの帯 - The Girdle of Hyppolita（1939年）
暴動と共に消えたルーベンスの真作。その行方を追ってフランスへと旅立とうとしたポアロの元に奇妙な少女蒸発事件の情報がもたらされる。
ゲリュオンの牛たち - The Flock of Geryon（1940年）
以前世話をした女性がポワロを訪ねてきた。友達が怪しい宗教にのめりこみ、全財産を教団に送るなどと言い出したらしい。ポアロは彼女に潜入捜査を依頼する。
ヘスペリスたちのリンゴ - The Apples of Hesperides（1940年）
アメリカ人富豪は自分が手にするはずだった盗まれた金の酒杯の捜索をポアロに依頼する。ポアロは世界を股にかける盗賊団を追って旅に出る。
ケルベロスの捕獲 - The Capture of Cerberus（1947年）
混雑した駅で、ポアロはロサコフ伯爵夫人と偶然再会する。逆方向に進むエスカレーターでポアロはどこへ行けば会えるかと聞くと伯爵夫人は「地獄で……」と答える。
その後、ポアロは夫人が「地獄」という高級バーを経営していることを知るが、ジャップ警部は、その店では麻薬が売買されていると話す。真相を確かめるべく、ポアロは「地獄」へと赴く。

## 出版
初訳は『ヘルクレスの冒険』（訳者：妹尾アキ夫、ハヤカワ・ポケット・ミステリ228）である。
| 題名                                 | 出版社   | 文庫名                    | 訳者     | 巻末                                | カバーデザイン  | 初版年月日    | ページ数 | ISBN          | 備考 |
| ------------------------------------ | -------- | ------------------------- | -------- | ----------------------------------- | --------------- | ------------- | -------- | ------------- | ---- |
| ヘラクレスの冒険 クリスティー短篇集1 | 早川書房 | ハヤカワ・ミステリ文庫1-4 | 高橋豊   | 訳者あとがき 高橋豊                 | 真鍋博          | 1976年4月30日 | 416      | 4-15-070004-4 | 絶版 |
| ヘラクレスの冒険                     | 早川書房 | クリスティー文庫60        | 田中一江 | 「クリスティーと膝掛け毛布」 東理夫 | Hayakawa Design | 2004年9月16日 | 561      | 4-15-130060-0 |      |

## 映像作品
名探偵ポワロ『ヘラクレスの難業』
シーズン13 エピソード4（通算第69話）  イギリス2013年放送
上記『アルカディアの鹿』『エルマントスのイノシシ』『ステュムパロスの鳥』を1つのストーリーにまとめ、その他の幾つかの話の要素も盛り込んでいる。ポワロの短編の中で唯一シリーズ化されていない『呪われた相続人』もこの翻案で参照された。小説とは異なり、タイトルの「難業」はポワロのしごとを指すのではなく、犯罪者マラスコーに盗まれた絵画シリーズを指している。ストーリーは、マラスコーを罠にかける計画が失敗してルシンダ・ル・メジュリアが殺されてしまい、彼女の身の安全を保証していたポワロが贖罪の道を歩む。ポワロは馴染みのタクシー運転手の元を去った恋人の行方を探してスイスの山奥のホテルに向かう。そこにはマラスコーが現れるという情報があり、ポワロの愛するロサコフ伯爵夫人とその娘も現れる。
- エルキュール・ポワロ: デヴィッド・スーシェ
- ロサコフ伯爵夫人: オーラ・ブレイディ - ポワロの旧知の犯罪者
- アリス・カニンガム: エレノア・トムリンソン - ロサコフ伯爵夫人の娘
- ハロルド・ウェアリング: ルパート・エヴァンス - 外務次官
- カタリーナ・サムシェンカ: フィオナ・オショーネシー - バレリーナ